# Patrik Jönsson (politiker)
Mats Patrik Torbjörn Jönsson, född 16 oktober 1972 i Hässleholm, är en svensk politiker (sverigedemokrat). Han är ordinarie riksdagsledamot sedan 2018, invald för Västra Götalands läns södra valkrets. Tidigare var han ordinarie riksdagsledamot från valet 2014 till och med 21 december 2014, invald för Skåne läns södra valkrets.
Jönsson var mellan 2014 och 2018 regionråd i Region Skåne. Han är även ledamot av kommunfullmäktige i Hässleholms kommun.
Sedan Jönsson avsagt sig uppdraget som riksdagsledamot från och med 22 december 2014 utsågs Fredrik Eriksson till ny ordinarie riksdagsledamot.